# هاگار اولسون
هاگار اولسون (انگلیسی: Hagar Olsson; ۱۶ سپتامبر ۱۸۹۳ – ۲۱ فوریهٔ ۱۹۷۸) مؤلف (پدیدآور)، مترجم، منتقد ادبی، و نمایشنامه‌نویس اهل فنلاند بود.
وی همچنین برندهٔ جوایزی همچون جایزه اینو لینو شده‌است.